# William R. Newman
William Royall Newman (Chicago, 13 marzo 1955) è uno storico della scienza statunitense, noto soprattutto per i suoi studi sull'alchimia, sulla chimica antica, e sui rapporti tra arte e natura.
È professore emerito all'Università dell'Indiana.

## Formazione e attività accademica
Dopo aver conseguito una laurea in storia della scienza presso l'Università della Carolina del Nord a Greensboro, Newman ha ottenuto un dottorato di ricerca presso l'Università di Harvard nel 1986 con John E. Murdoch, storico della scienza medievale.
Ha quindi cominciato a insegnare allo Stonehill College, trasferendosi dopo tre anni al dipartimento di scienze dell'Università di Harvard, e dal 1996 all'Università dell'Indiana.
La storia dell'alchimia medievale ha costituito il fulcro del suo primo lavoro, che include numerosi studi su Ruggero Bacone, ed è culminato con un'analisi condotta sul cosiddetto corpus geberiano, una serie di scritti anticamente attribuiti all'alchimista arabo Jābir ibn Hayyān dell'VIII secolo, alias Geber, di una parte dei quali Newman ha confermato invece la paternità dell'anonimo occidentale del XIII secolo che firmandosi col suo nome si presentava come un suo semplice traduttore, perciò definito il «Geber latino». L'identità dello pseudo-Geber è stata ricondotta in particolare da Newman al francescano italiano Paolo di Taranto, che sarebbe quindi l'ignoto autore della Summa perfectionis magisterii, uno dei testi alchemici più influenti del Medioevo e della storia dell'Occidente, che lo stesso Newman ha ripubblicato in un'edizione critica.
Un altro lavoro di rilievo, incentrato sull'alchimia della prima età moderna, ha riguardato George Starkey, un alchimista americano di origini coloniali che Newman ha identificato con Ireneo Filalete, di cui Robert Boyle fu allievo, e che avrebbe fortemente influenzato anche Isaac Newton. Newman ne ha curato la pubblicazione dei testi di laboratorio insieme a Lawrence M. Principe, ed ampliando ulteriormente la propria indagine sul rapporto tra Starkey e Robert Boyle, ha evidenziato il ruolo di Starkey e della sua contrapposizione a Boyle nella storia della chimica moderna.
Newman ha inoltre sostenuto l'uso prevalente del termine chymia (o chemia) con cui si designava la chimica antica, che non ha senso pertanto distinguere dall'«alchimia» propriamente detta, parola quest'ultima che, a differenza della prima, ha assunto accezioni dispregiative fra gli stessi alchimisti almeno fino all'Ottocento.
Newman si è occupato anche delle concezioni atomistiche che compenetrarono l'alchimia nello sviluppo delle prime scienze naturali, come la teoria corpuscolare dello Pseudo-Geber, l'influenza dell'interpretazione data da Johannes Trithemius alla Tavola di Smeraldo, o gli esperimenti di Sendivogius sui principi vitali del sale filosofico originati dall'aria.
Recentemente, Newman ha realizzato con L.M. Principe un progetto web di alchimia online su Isaac Newton (The Chymistry of Isaac Newton), per rendere i suoi testi di laboratorio disponibili al pubblico.

## Riconoscimenti
Nel 1982 Newman ha ricevuto il J.R. Premio Partington della Society for the History of Alchemy and Chemistry, e nel 1989 il Premio Alexandre Koyré dell'Accademia Internazionale di Storia della Scienza. 
Nel 1999 è stato insignito del premio Guggenheim Fellowship, nel 2005 del Premio Pfizer della History of Science Society insieme a Lawrence M. Principe, e nel 2013 del premio Dexter dell'American Chemical Society.
Membro corrispondente dell'Accademia Internazionale di Storia della Scienza dal 2005, è stato eletto membro effettivo nel 2015.

## Opere
- The Summa Perfectionis of Pseudo-Geber. A Critical Edition, Translation and Study, Leida, E. J. Brill, 1991 ISBN 978-9004094642
- Gehennical Fire. The Lives of George Starkey, An American Alchemist in the Scientific Revolution, Chicago, University of Chicago Press, 2003; prima edizione: Cambridge (Massachusetts), Harvard University Press, 1994 ISBN 978-0226577142
- Late Medieval and Early Modern Corpuscular Matter Theories, serie di articoli in collaborazione con Christoph Lüthy and John E. Murdoch, Leida, E. J. Brill, 2001 ISBN 978-9004115163
- Secrets of Nature: Astrology and Alchemy in Early Modern Europe, serie di articoli in collaborazione con Anthony Grafton, Cambridge (Massachusetts), MIT Press, 2001 ISBN 0-262-14075-6
- Alchemy Tried in the Fire: Starkey, Boyle, and the Fate of Helmontian Chymistry, con Lawrence M. Principe, Chicago, University of Chicago Press, 2002 ISBN 978-0226577111
- Promethean Ambitions: Alchemy and the Quest to Perfect Nature, Chicago, University of Chicago Press, 2004 ISBN 978-0226577128
- George Starkey: Alchemical Laboratory Notebooks and Correspondence, con Lawrence M. Principe, Chicago, University of Chicago Press 2004 ISBN 0226577015
- Atoms and Alchemy: Chymistry and the Experimental Origins of the Scientific Revolution, Chicago, University of Chicago Press, 2006 ISBN 978-0226576961
- The Artificial and The Natural. An Evolving Polarity, serie di articoli in collaborazione con Bernadette Bensaude-Vincent, Cambridge (Massachusetts), MIT Press, 2007 ISBN 0-262-02620-1
- Evidence and Interpretation: Studies on Early Science and Medicine in Honor of John E. Murdoch, serie di articoli a cura di Newman e Edith Dudley Sylla, Leida, Brill, 2009 ISBN 978-9004178786
- Newton the Alchemist: Science, Enigma, and the Quest for Nature's "Secret Fire", Princeton & Oxford, Princeton University Press, 2019 ISBN 978-0691185033